# Doble (cine)

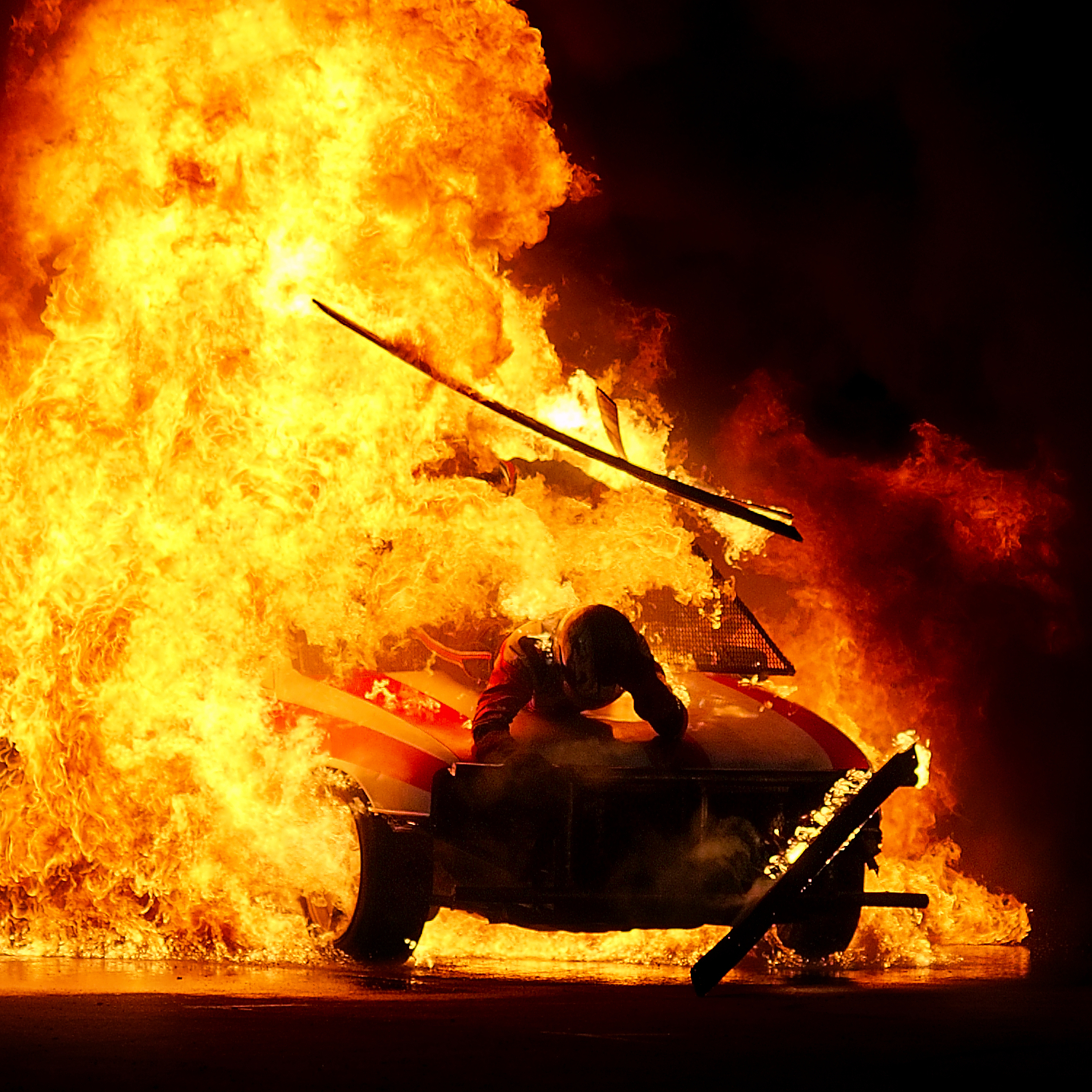
Doble de escenas de riesgo

En las producciones cinematográficas, un doble es una persona que sustituye a un actor en las escenas que este último no puede o no desea realizar (debido a ciertos motivos). Existen distintos tipos de dobles: de acción para escenas de riesgo; de desnudos para cuando el actor no tiene el cuerpo que desea el director o el actor no desea mostrar el suyo; fotodobles con cuerpo y a veces caras similares para poder filmar planos lejanos sin que el actor deba estar presente; y de habilidades complejas como tocar instrumentos musicales o bailar.

## Dobles de riesgo
Un doble de riesgo o doble de acción es una persona que reemplaza a un actor en una escena de acción difícil o peligrosa de ejecutar para el actor. Es una función importante en toda película de acción.
En el siglo XXI las exigencias del género de acción son bastante elevadas y demandan de sus ejecutantes mayor preparación y especialización, formando así un nuevo concepto en la capacitación de especialistas en escenas de acción.
Previamente a la adopción de los efectos aplicados por computadora, muchos efectos visuales del cine eran imposibles de alcanzar sin la utilización de actores de riesgo quienes arriesgaran su vida en escenas peligrosas, como saltar de un auto en movimiento o caminar sobre la cornisa más elevada de un rascacielos. Algunos actores como Buster Keaton han realizado sus propias escenas de riesgo. A finales del siglo XX, sin embargo, la utilización de dobles de acción fue reducida en gran medida por los productores de cine al optar por opciones más económicas y seguras, utilizando principalmente efectos digitales.
Algunos actores realizan las escenas de riesgo ellos mismos, por ejemplo Jackie Chan y Jason Statham. En las grandes producciones se tiende a que los actores estrellas aprendan varias de las habilidades, esto para dar más realismo e involucrar al espectador con el personaje.

### Destacados dobles de riesgo
- Lee Majors, es el primer especialista en esta disciplina y luego se convierte en actor principal.
- Vic Armstrong.
- Cyril Raffaelli, especialista en acrobacia y artes marciales.
- Stig Günther, poseedor del récord mundial de caída de altura.
- Jean-Pierre Goy, especialista en motocicletas.
- Alexander Inshakov.
- Alain Petit.
- Tai Chung Kim, doblador de Bruce Lee.
- Zoë Bell.